# Vilfredo Pareto
Vilfredo Federico Damaso Pareto (n. 15 iulie 1848, Paris, Franța – d. 19 august 1923, Céligny⁠(d), Geneva, Elveția) a fost un economist ṣi sociolog italian, reprezentant al Școlii de la Lausanne.
Acesta a emis un principiu conform căruia, cifra de afaceri a unei societăți vine, în proporție de 80% din relațiile cu clienții mari, iar 20% din relațiile cu clienții medii și mici. În același timp, profitul unei societăți este invers proporțional cu procentul cifrei de afaceri, adică acea cifră de afaceri de 80% produce un profit de 5-10% iar cifra de afaceri rezultată ca urmare a relației cu clienții mici (acel 20%) aduce un profit de 30-40%.
Concepția sociologică: Vilfredo Pareto se face cunoscut prin 2 tratate: un tratat de sociologie socială și un tratat de economie politică. Primul volum apare în 1917, al doilea în 1919. 
Pentru distinge existența a două tipuri de teorii sociologice: 
- teoria logico-experimentală
- teoria neologico-experimentală.

Acesta face o critică radicală, adesea nihilistă a tuturor teoriilor sociologice, și practic singura teorie care avea un caracter științific, care are un caracter logico-experimental este propria sa teorie. 